# Isla la Mano de León
Isla la Mano de León är en ort i Mexiko.   Den ligger i kommunen Matamoros och delstaten Tamaulipas, i den östra delen av landet, 700 km norr om huvudstaden Mexico City. Isla la Mano de León ligger 1 meter över havet och antalet invånare är 254.
Terrängen runt Isla la Mano de León är mycket platt.  Närmaste större samhälle är Las Higuerillas, 5,1 km söder om Isla la Mano de León. 